# طافية

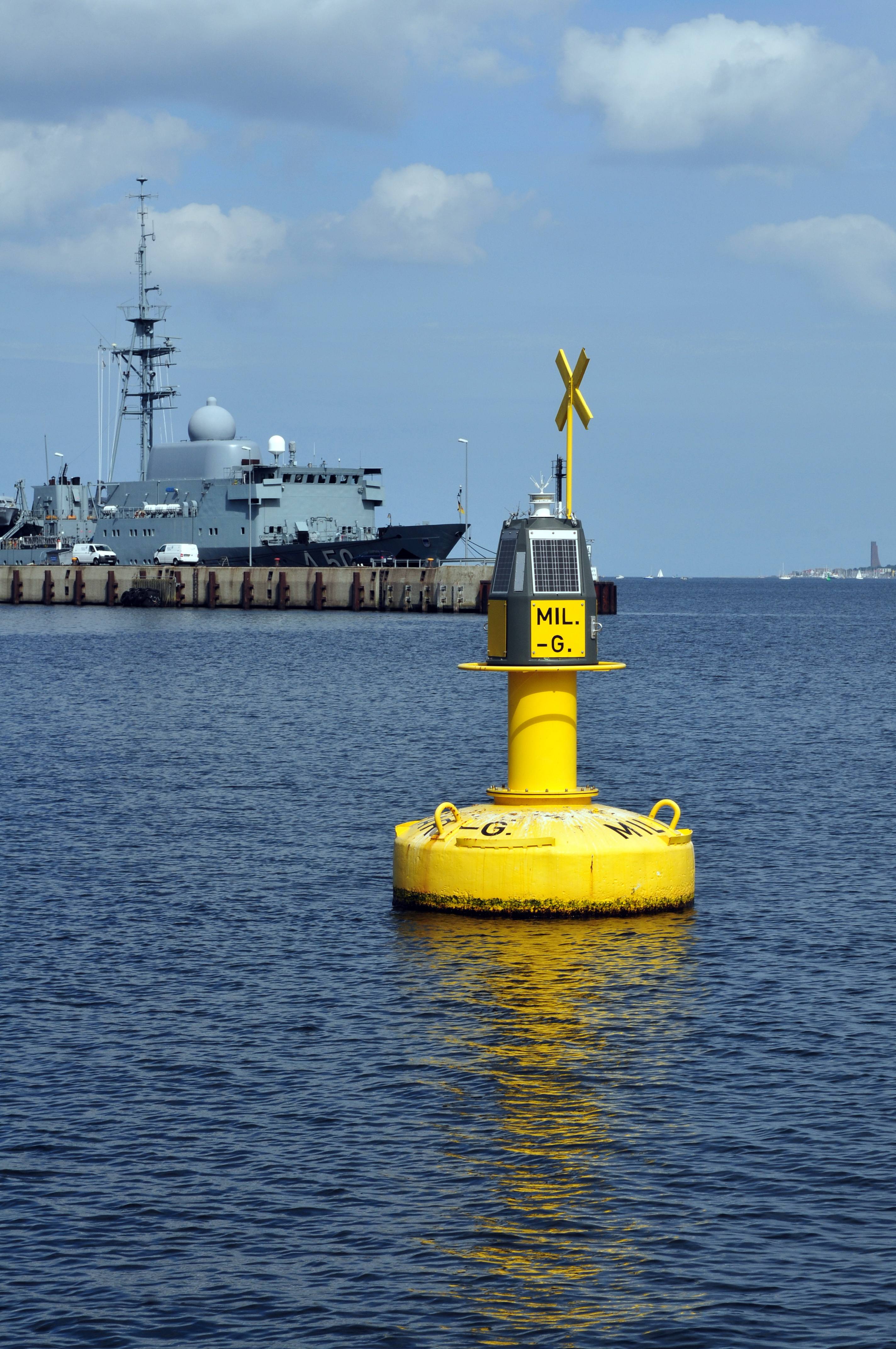
عوامة حاجزة للأغراض العسكرية.

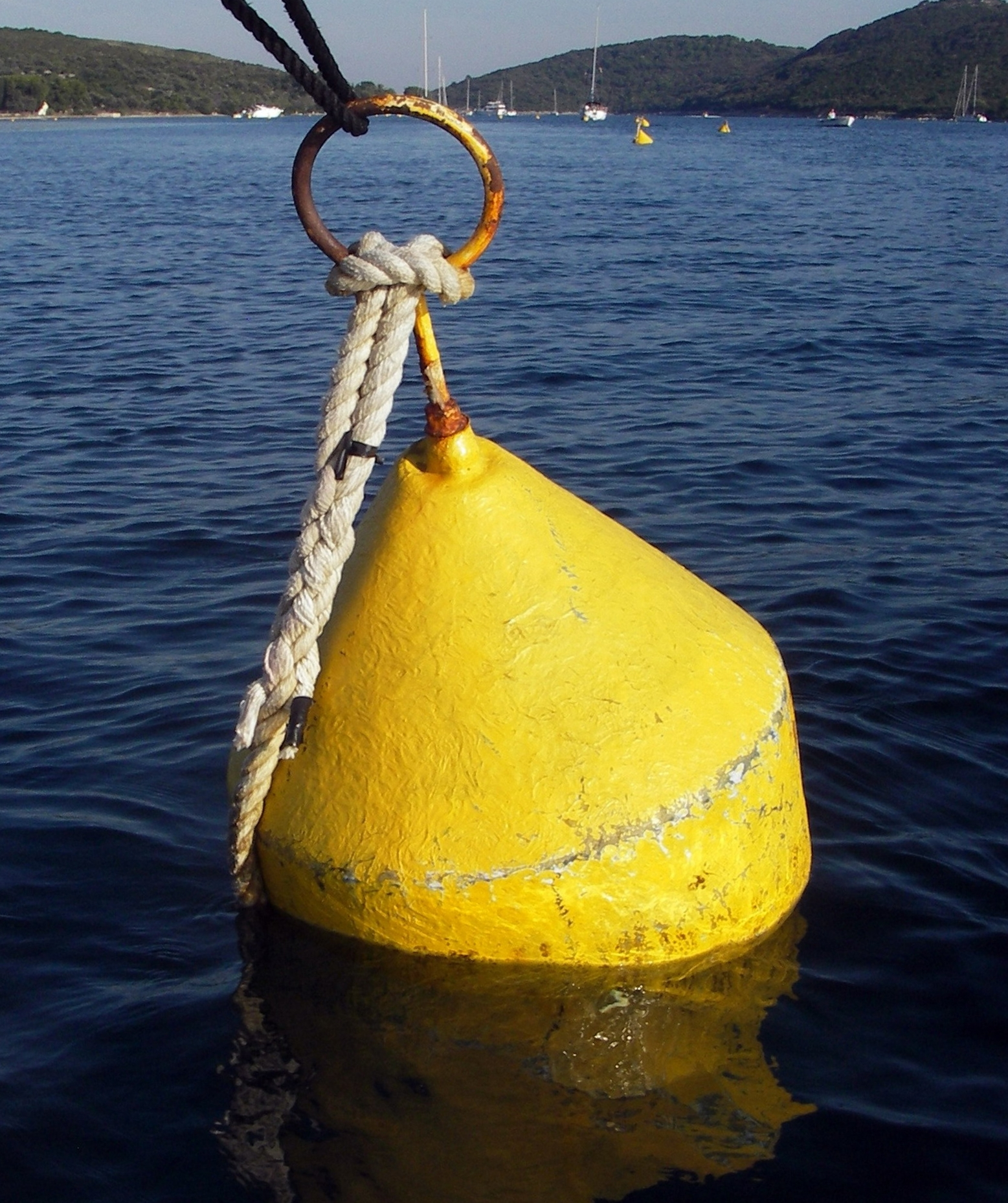
عوامة لرسو يخت ،Ilovik

العوامة البحرية  أو الطافية أو الشمندورة جسم يطفو على سطح الماء ويستخدم في ملاحة السفن.
له أشكال كثيرة : كري الشكل أو أسطواني ومصنوع عادة من الصفيح أو البلاستيك مغلق وممتليء بغاز يساعده على الطوف فيظهر فوق سطح الماء ؛ ومنه أنواع مصنوعة من الفلين . له أيضا استخدامات كثيرة مثل تعليم مجريات الملاحة بالقرب من المواني لإرشاد السفن ؛ ولهذا يكون ملونا بلون باهر مثل الأصفر أو البرتقالي، ومنه ما يكون مضيئا فيعمل كفنار لإرشاد السفن ويكون مستقرا في مكانه في البحر حيث يكون مربوطا بسلسلة في قاع البحر. كما تستخدم سلاسل منه لتعليم الحدود بين الدول في البحر، وكذلك لتعليم مناطق محمية طبيعية بحرية لمنع مرور السفن فيها.
قد يستخدم منها أنواع غير ثابتة وتتحرك مع المياه ؛ وهذه تستخدم في السفن تتركها إلى الماء في حالات طلب النجدة ؛ حيث ترسل تلك العاوامات إشارات للإنقاذ .
ابتكر حديثا نوع من العوامات الثابتة في البحر تحتوي على أجهزة إلكترونية حساسة، تقوم بالتحذير في حالة وقوع تسونامي أو زلزال في قاع البحر . وقد وضع مؤخرا نظام عوامات للتحذير المبكر بالقرب من شواطيء إندونيسيا لتحذير الناس القريبين من الشاطيء في حالة حدوث تسونامي يهدد حياتهم .

## محطات قياس
تستخدم عمامات مخصوصة في الأبحاث البحرية حيث تحمل أجهزة لقياس الأحوال المائية وأحوال الطقس، وغيرها من القياسات العلمية . وفي مشروع أرغو تقوم عدة آلاف من العوامات المدعمة بأليات في المحيطات . تغطس تلك الأليات على أعماق حتى 2000 متر، وبعد طفوها ثانيا بعد عدة أيام تأتي بقياسات عن توزيع درجة الحرارة وكثافة ملوحة المياه ومحتوى المياه من مواد تكون هامة للبيئة : مثل كميات النترات و النتريت وكميات الأكسجين وتوزيع درجات الحرارة وغيرها . ترسل تلك العوامات الاستكشافية نتائجها إلى مراكز البحث الأرضية بواسطة الأقمار الصناعية.

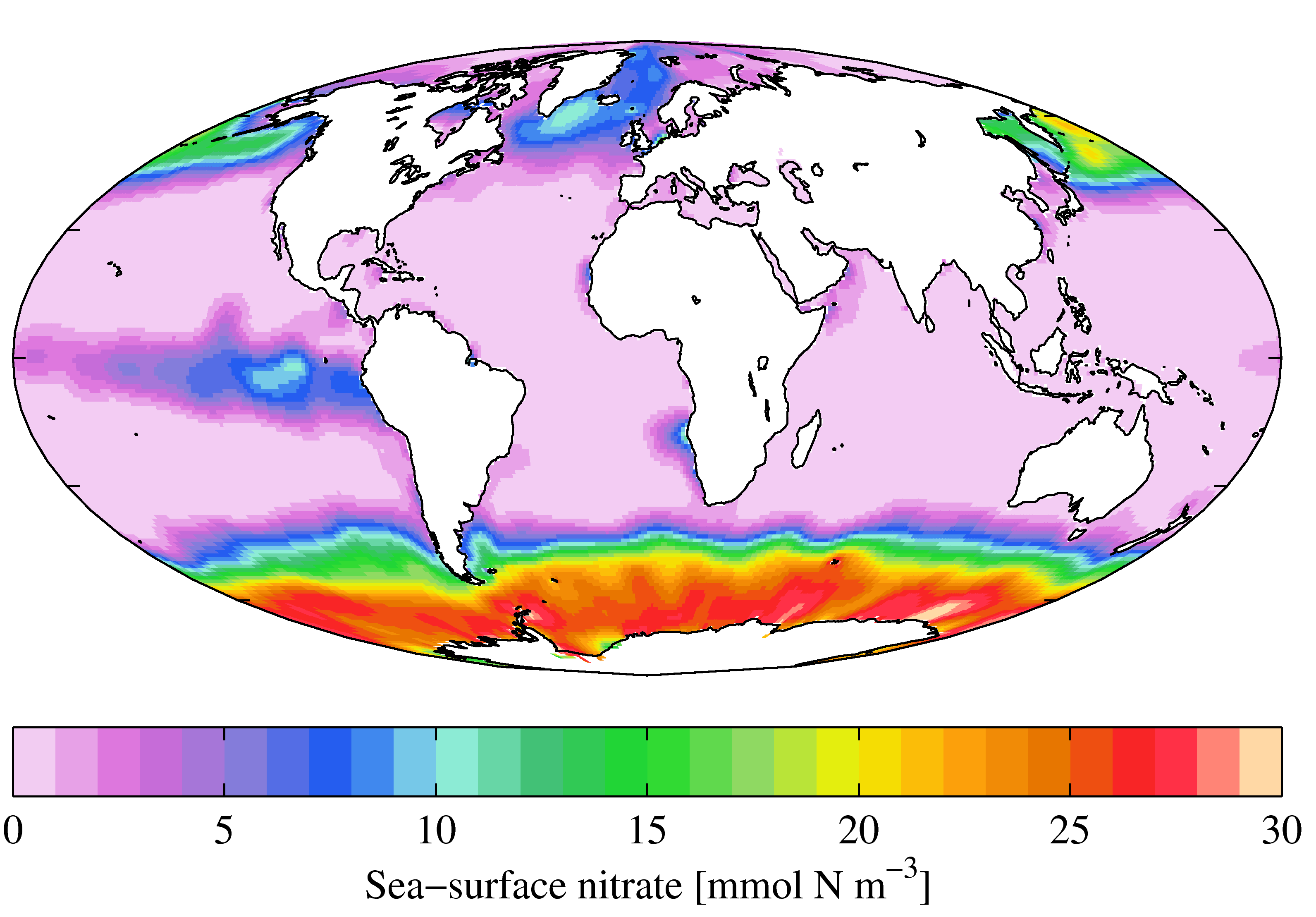
توزيع النترات في أسطح البحار أطلس بحار العالم.

## استخدامات أخرى
يعد طوق النجاة واحد من العوامات، كما تستخدم أنواع أخرى منه على السفن لإنقاذ المسافرين . كما توجد أيضا عوامات بسيطة من الكاوتشوك الأحمر أو البرتقالي في هيئة حلقة يلبس الطفل منها اثنين في ذراعيه بغرض تعليم السباحة للأطفال. تلك الحلقتين تنفخ بالفم .

## سلاسل عوامات
تعلم سلاسل عوامات مثلما في نظام ألبانو حارات على سطح الماء في رياضة السباق . فهي تعلم حارات العوم في أحواض السباحة للسباحين أو في المياه لمختلف الرياضات المائية، مثل رياضة التجديف.
في حمامات السباحة تستخدم عوامات بقطر نحو 6 سنتيمتر مثبتة على حبل بطول حمام السباحة فتكون كسلسلة تفصل بين الحارات المختلفة .
وبالنسبة لسباقات قوارب التجديف فتكون المسافات بين سلاسل العوامات نحو 10 متر حتى يتسنى للفريق الذي لا يستطيع مداومة السباق أن يلف عرضيا .
كما تستخدم سلاسل عوامات لتوجيه المراكب بالقرب من المواني، أو تفصل بين أماكن القوارب والأماكن المخصصة للناس للعوم . تلك العوامات تكون مثبتة في العادة بأثقال على القاع، ويمكن تشكيلها في أشكال مقوسة وغالبا ما تكون المسافات بين سلسلة وأخرى أكثر من 10 متر.

## اقرأ أيضا
- سفينة بحوث (زونه)
- نظام ألبانو
- سفينة
- ميناء
- سباحة
- مرفأ
- أكبر ميناء في العالم
- ميناء جاف